# Filosilicatos hidrófilos
Los filosilicatos hidrófilos son un tipo de silicatos capaces de retener grandes cantidades de agua por adsorción. En el ámbito de la construcción ha de tenerse en cuenta la dilatación que experimenta, ya que puede desestabilizar las obras si no se realiza una cimentación apropiada.